# Губахинский муниципальный округ
Губа́хинский муниципальный округ — муниципальное образование в Пермском крае России.
Административный центр — город Губаха.
Располагается в границах двух административно-территориальных единиц: городов краевого значения Губаха и Гремячинск.

## География
Площадь — 2334 км². Граничит на севере с Кизеловским городским округом, на северо-западе — с Александровским муниципальным округом, на западе — с Добрянским городским округом, на юге — с Чусовским городским округом, на востоке и юго-востоке — с Горнозаводским городским округом.
Расположен на западном склоне Уральских гор.

## История
Губахинский муниципальный округ образован в марте-апреле 2022 года путём объединения двух городских округов: Губахинского и Гремячинского.
На формирование органов власти предусмотрен переходный период до 1 января 2023 года.

## Население
| 2021   | 2023    | 2024    |
| ------ | ------- | ------- |
| 45 245 | ↘44 174 | ↘43 671 |

На 2021 год численность населения муниципального округа (в рамках упразднённых Губахинского и Гремячинского городских округов) составляла 45 245 чел.

## Населённые пункты
В состав муниципального округа входят 15 населённых пунктов, в том числе 5 городских населённых пунктов (из них два города и три рабочих посёлка) и 10 сельских населённых пунктов.

### Упразднённые населённые пункты
- В 2005 году упразднена деревня Шестаки[9].

- В 2023 году упразднён посёлок Безгодово.